# 雙眼似胸翼魚
雙眼似胸翼魚，為輻鰭魚綱水珍魚目後肛魚科的其中一種，為深海魚類，分布於東大西洋幾內亞灣、南非；西大西洋百慕達群島及西南太平洋紐西蘭海域，水深960-1200公尺，體長可達24.2公分，生活習性不明。